# 希耶尔河
希耶尔河（法語：Chiers，法語發音：[ʃjɛʁ]）是歐洲的河流，流經盧森堡、比利時和法國，屬於默兹河的右支流，河道全長130公里，流域面積2,222平方公里，發源自迪弗當日附近，河口處在巴泽耶。

## 名称
该河名“Chiers”发音为[ʃjɛʁ]，字母“r”发音，《世界地名翻译大辞典》与《世界地名译名词典》将其误译作“希耶河”。

## 外部連結
- http://www.geoportail.fr （页面存档备份，存于）
- Sandre数据库中的希耶尔河